# Lars Oluf Larsen
Lars Oluf Larsen (født 13. maj 1961) er en dansk skuespiller, forfatter, sanger og komponist.
Larsen er uddannet fra Statens Teaterskole i 1985. Han har mest haft mindre roller, bl.a. i Morten Korch-serien Ved Stillebækken og i Rejseholdet. Han er desuden en erfaren musiker og komponist: bl.a. har han komponeret musik til nogle af Johannes Johansens salmer, ligesom han har haft mange roller i musicals. Han var bl.a. med i Østre Gasværks opsætning af Les Misérables i 1992. Endelig har han medvirket i flere tv-reklamer. Han fik sin forfatterdebut med børneromanen Mælk og vilde blomster fra 2007.

## Filmografi
- Et skud fra hjertet (1986)
- Sirup (1990)
- En dag i oktober (1991)
- Sort høst (1993)
- Seth (1999)
- Små ulykker (2002)
- Forbrydelser (2004)
- Ambulancen (2005)
- Hjemve (2007)

### Tv-serier
- Rejseholdet (2000-2003)
- Krøniken (2003-2006)
- Ørnen (2004)